# Jacobische Zetafunktion
Die Jacobische Zetafunktion, auch Zeta Amplitudinis genannt, ist in der Mathematik die logarithmische Ableitung der Jacobischen Theta-Funktion. Benannt ist sie nach dem deutschen Mathematiker Carl Gustav Jacob Jacobi.

## Definition

### Definition mit der Thetafunktion
Das Zeta Amplitudinis ist auf folgende Weise als Ableitung vom Logarithmus Naturalis der Thetafunktion ϑ₀₁ definiert:
{\displaystyle {\text{zn}}(u;k)=\mathrm {Z} [{\text{am}}(u;k);k]={\frac {\partial }{\partial u}}\ln {\bigl \{}\vartheta _{01}{\bigl [}{\tfrac {1}{2}}\pi K(k)^{-1}u;q(k){\bigr ]}{\bigr \}}={\frac {\pi }{2K(k)}}{\frac {\vartheta '_{01}{\bigl [}{\tfrac {1}{2}}\pi K(k)^{-1}u;q(k){\bigr ]}}{\vartheta _{01}{\bigl [}{\tfrac {1}{2}}\pi K(k)^{-1}u;q(k){\bigr ]}}}}
Also ist die große Zetafunktion so definiert:
{\displaystyle \mathrm {Z} (t;k)={\text{zn}}[F(t;k);k]}
Dabei ist die genannte Thetafunktion nach Whittaker und Watson durch diese Produktreihe definiert:
{\displaystyle \vartheta _{01}(x;y)=\prod _{n=1}^{\infty }(1-y^{2n})[1-2\cos(2x)y^{2n-1}+y^{4n-2}]}
Die Theta-Strich-Funktion ist die Ableitung der Thetafunktion bezüglich des linken Klammereintrags:
{\displaystyle \vartheta '_{01}(x;y)={\frac {\partial }{\partial x}}\vartheta _{01}(x;y)}
Der Buchstabe K nennt das vollständige elliptische Integral erster Art:
{\displaystyle K(k)=2\int _{0}^{1}{\frac {1}{\sqrt {(x^{2}+1)^{2}-4k^{2}x^{2}}}}\,\,\mathrm {d} x}
Die Bezeichnung q(k) stellt das elliptische Nomen dar:
{\displaystyle q(k)=\exp[-\pi K({\sqrt {1-k^{2}}})K(k)^{-1}]}
Analog zur genannten Formel kann diese Zetafunktion auch mit dem Derivat ϑ₀₀ der klassischen Thetafunktion definiert werden:
{\displaystyle {\text{zn}}(u;k)={\frac {\pi }{2K(k)}}{\frac {\vartheta '_{00}{\bigl [}{\tfrac {1}{2}}\pi K(k)^{-1}u;q(k){\bigr ]}}{\vartheta _{00}{\bigl [}{\tfrac {1}{2}}\pi K(k)^{-1}u;q(k){\bigr ]}}}+k^{2}{\text{sn}}(u;k){\text{cd}}(u;k)}
Für das Derivat der klassischen Thetafunktion gilt nach Whittaker und Watson:
{\displaystyle \vartheta _{00}(x;y)=\prod _{n=1}^{\infty }(1-y^{2n})[1+2\cos(2x)y^{2n-1}+y^{4n-2}]}
Analog zur zuvor genannten Bezeichnung ist dieser Zusammenhang gültig:
{\displaystyle \vartheta '_{00}(x;y)={\frac {\partial }{\partial x}}\vartheta _{00}(x;y)}
Im englischen Sprachraum etablierte sich für diese Funktion der Name „Elliptic Theta Prime“ als offizielle Bezeichnung.

### Definition als unendliche Summe
Wegen der Definition der Thetafunktion ϑ₀₁ als Produktreihe kann die Jacobische Zetafunktion auch als unendliche Summenreihe definiert werden.
Denn der Logarithmus aus dem Produkt ist gleich der Summe der Logarithmen:
{\displaystyle {\text{zn}}(u;k)={\frac {\partial }{\partial u}}\sum _{n=1}^{\infty }\ln {\bigl \langle }{\bigl [}1-q(k)^{2n}{\bigr ]}{\bigl \{}1-2\cos[\pi K(k)^{-1}u]q(k)^{2n-1}+q(k)^{4n-2}{\bigr \}}{\bigr \rangle }}
{\displaystyle {\text{zn}}(u;k)=\sum _{n=1}^{\infty }{\frac {2\pi K(k)^{-1}\sin[\pi K(k)^{-1}u]q(k)^{2n-1}}{1-2\cos[\pi K(k)^{-1}u]q(k)^{2n-1}+q(k)^{4n-2}}}}
{\displaystyle {\text{zn}}(u;k)={\frac {\pi }{K(k)}}\sum _{n=1}^{\infty }{\frac {\sin[\pi K(k)^{-1}u]}{\cosh[(2n-1)\pi K({\sqrt {1-k^{2}}})K(k)^{-1}]-\cos[\pi K(k)^{-1}u]}}}

### Regeln für die Jacobischen elliptischen Funktionen
Mit dem Kürzel sn wird der Sinus Amplitudinis genannt:
{\displaystyle {\text{sn}}(u;k)=\sin[{\text{am}}(u;k)]}
Und das Kürzel cd steht für den Quotienten des Cosinus Amplitudinis dividiert durch das Delta Amplitudinis:
{\displaystyle {\text{cd}}(u;k)={\text{sn}}[K(k)-u;k]={\frac {\cos[{\text{am}}(u;k)]}{\sqrt {1-k^{2}\sin[{\text{am}}(u;k)]^{2}}}}}
Mit der Bezeichnung am wird die Jacobi-Amplitude zum Ausdruck gebracht:
{\displaystyle {\text{am}}(u;k)=\int _{0}^{1}{\text{dn}}(uv;k)u\,\,\mathrm {d} v}
Das Kürzel dn beschreibt das Delta Amplitudinis:
{\displaystyle {\text{dn}}(u;k)={\sqrt[{4}]{1-k^{2}}}\vartheta _{00}[{\tfrac {1}{2}}\pi K(k)^{-1}u;q(k)]\vartheta _{01}[{\tfrac {1}{2}}\pi K(k)^{-1}u;q(k)]^{-1}}

## Darstellung mittels elliptischer Integrale
Die Ableitung der Jacobischen Zetafunktion ist als Kombination des Delta Amplitudinis und der vollständigen Elliptischen Integrale darstellbar:
{\displaystyle {\frac {\partial }{\partial u}}{\text{zn}}(u;k)={\text{dn}}(u;k)^{2}-{\frac {E(k)}{K(k)}}}
Die Jacobische Zetafunktion selbst ist die Ursprungsstammfunktion der nun genannten Funktion bezüglich u.
Somit kann sie mit Hilfe elliptischer Integrale durch die Jacobi-Amplitude definiert werden:
{\displaystyle {\text{zn}}(u;k)=E[{\text{am}}(u;k);k]-{\frac {E(k)}{K(k)}}u}
Somit gilt für die große Jacobische Zetafunktion:
{\displaystyle \mathrm {Z} (u;k)=E(u;k)-{\frac {E(k)}{K(k)}}F(u;k)}
Dabei ist E(x;k) ein unvollständiges elliptisches Integral zweiter Art und E(k) = E(π/2;k) ein vollständiges elliptisches Integral zweiter Art.
Es gelten folgende Formeln:
{\displaystyle E(x;k)=\int _{0}^{1}x{\sqrt {1-k^{2}\sin(xy)^{2}}}\,\,\mathrm {d} y}
{\displaystyle E(k)=2\int _{0}^{1}{\frac {\sqrt {(x^{2}+1)^{2}-4k^{2}x^{2}}}{(x^{2}+1)^{2}}}\,\,\mathrm {d} x}

## Bezug zur Jacobischen Epsilonfunktion
Eng verwandt ist die Jacobische Zetafunktion mit der Jacobischen Epsilonfunktion. Denn die Epsilonfunktion ist so definiert:
{\displaystyle \varepsilon (u;k)=E[{\text{am}}(u;k);k]}
Somit gilt:
{\displaystyle {\text{zn}}(u;k)=\varepsilon (u;k)-{\frac {E(k)}{K(k)}}u}
Die Jacobische Epsilonfunktion hat dieses Additionstheorem:
{\displaystyle \varepsilon (a+b;k)=\varepsilon (a;k)+\varepsilon (b;k)-k^{2}{\text{sn}}(a;k){\text{sn}}(b;k){\text{sn}}(a+b;k)}
Das Additionstheorem vom Sinus Amplitudinis lautet wie folgt:
{\displaystyle {\text{sn}}(a+b;k)={\frac {{\text{sn}}(a;k){\text{cd}}(b;k)+{\text{cd}}(a;k){\text{sn}}(b;k)}{1+k^{2}{\text{sn}}(a;k){\text{cd}}(a;k){\text{sn}}(b;k){\text{cd}}(b;k)}}}
Die Funktionen sn und cd vom selben Wertepaar stehen in jener Beziehung zueinander:
{\displaystyle {\text{sn}}(u;k)^{2}+{\text{cd}}(u;k)^{2}-k^{2}{\text{sn}}(u;k)^{2}{\text{cd}}(u;k)^{2}=1}
Basierend auf dem genannten Additionstheorem für die Jacobische Epsilonfunktion gilt somit auch folgende Beziehung:
{\displaystyle \varepsilon [u+2K(k);k]=\varepsilon (u;k)+2E(k)}
Analog zu diesem Additionstheorem gilt das Additionstheorem für die Jacobische Zetafunktion:
{\displaystyle {\text{zn}}(a+b;k)={\text{zn}}(a;k)+{\text{zn}}(b;k)-k^{2}{\text{sn}}(a;k){\text{sn}}(b;k){\text{sn}}(a+b;k)}
Dieses zuletzt genannte Additionstheorem ist auch im von Irene Stegun und Milton Abramowitz erstellten Werk Handbuch der mathematischen Funktionen auf der Seite 595 an der Stelle der Formelnummer 17.4.35 behandelt.
Wegen der Richtigkeit dieses Theorems gilt auch:
{\displaystyle {\text{zn}}[K(k)-u;k]+{\text{zn}}(u;k)=k^{2}{\text{sn}}(u;k){\text{cd}}(u;k)}
Aus diesem Grund können auch die Jacobi-Funktionen sn, cn und dn mit der Zetafunktion zn definiert werden.

## Elliptische Module

### Modultransformationen
So kann bei der Jacobischen Zetafunktion die Modultransformation durchgeführt werden:
{\displaystyle {\text{zn}}(u;k)=(1+{\sqrt {1-k^{2}}}){\text{zn}}[{\tfrac {1}{2}}(1+{\sqrt {1-k^{2}}})u;k^{2}(1+{\sqrt {1-k^{2}}})^{-2}]+k^{2}{\text{sd}}({\tfrac {1}{2}}u;k){\text{cn}}({\tfrac {1}{2}}u;k){\text{cn}}(u;k)}
Die Bezeichnung sd markiert den Quotienten Sinus Amplitudinis durch Delta Amplitudinis.
Beispielsweise gilt:
{\displaystyle {\text{zn}}(u;{\tfrac {1}{2}}{\sqrt {2}})={\tfrac {1}{2}}{\sqrt {2}}({\sqrt {2}}+1){\text{zn}}[{\tfrac {1}{4}}{\sqrt {2}}({\sqrt {2}}+1)u;({\sqrt {2}}-1)^{2}]+{\tfrac {1}{2}}{\sqrt {2}}{\text{sl}}({\tfrac {1}{4}}{\sqrt {2}}u){\text{cl}}({\tfrac {1}{4}}{\sqrt {2}}u){\text{cl}}({\tfrac {1}{2}}{\sqrt {2}}u)}
Hierbei stellen sl und cl die Lemniskatischen Funktionen Sinus Lemniscatus und Cosinus Lemniscatus dar.
Durch zusätzliche Modultransformation kann die Formel so formuliert werden:
{\displaystyle {\text{zn}}(u;k)=(1+{\sqrt {1-k^{2}}}){\text{zn}}[{\tfrac {1}{2}}(1+{\sqrt {1-k^{2}}})u;k^{2}(1+{\sqrt {1-k^{2}}})^{-2}]+k^{2}(1+{\sqrt {1-k^{2}}})^{-1}{\text{sn}}[{\tfrac {1}{2}}(1+{\sqrt {1-k^{2}}})u;k^{2}(1+{\sqrt {1-k^{2}}})^{-2}]{\text{cn}}(u;k)}
Aus diesen Formeln für die Modultransformation folgen die für positive und negative rechte Klammereinträge gültigen Ableitungen der Thetafunktionen.
Diese partiellen Ableitungen nach dem linken Klammereintrag lauten wie folgt:
{\displaystyle \vartheta _{01}'(v;w)={\frac {\partial }{\partial v}}\vartheta _{01}(v;w)={\bigl [}\vartheta _{00}(w)^{2}+\vartheta _{01}(w)^{2}{\bigr ]}\vartheta _{01}(v;w){\text{zn}}{\biggl \{}{\frac {v}{2}}{\bigl [}\vartheta _{00}(w)^{2}+\vartheta _{01}(w)^{2}{\bigr ]};{\frac {\vartheta _{00}(w)^{2}-\vartheta _{01}(w)^{2}}{\vartheta _{00}(w)^{2}+\vartheta _{01}(w)^{2}}}{\biggr \}}+}
{\displaystyle +{\frac {1}{2}}\vartheta _{00}(w)\vartheta _{01}(w)^{2}\vartheta _{01}({\tfrac {1}{4}}\pi ;w)^{2}{\frac {\vartheta _{01}({\tfrac {1}{4}}\pi +v;w)^{2}-\vartheta _{01}({\tfrac {1}{4}}\pi -v;w)^{2}}{\vartheta _{00}({\tfrac {1}{2}}v;w)^{2}\vartheta _{01}({\tfrac {1}{2}}v;w)^{2}}}}
{\displaystyle \vartheta _{00}'(v;w)={\frac {\partial }{\partial v}}\vartheta _{00}(v;w)={\bigl [}\vartheta _{00}(w)^{2}+\vartheta _{01}(w)^{2}{\bigr ]}\vartheta _{00}(v;w){\text{zn}}{\biggl \{}{\frac {v}{2}}{\bigl [}\vartheta _{00}(w)^{2}+\vartheta _{01}(w)^{2}{\bigr ]};{\frac {\vartheta _{00}(w)^{2}-\vartheta _{01}(w)^{2}}{\vartheta _{00}(w)^{2}+\vartheta _{01}(w)^{2}}}{\biggr \}}-}
{\displaystyle -{\frac {1}{2}}\vartheta _{01}(w)\vartheta _{00}(w)^{2}\vartheta _{00}({\tfrac {1}{4}}\pi ;w)^{2}{\frac {\vartheta _{00}({\tfrac {1}{4}}\pi -v;w)^{2}-\vartheta _{00}({\tfrac {1}{4}}\pi +v;w)^{2}}{\vartheta _{00}({\tfrac {1}{2}}v;w)^{2}\vartheta _{01}({\tfrac {1}{2}}v;w)^{2}}}}

### Spezialfälle der Module
Wenn der elliptische Modul k den Wert 0 annimmt, dann ist die gesamte Funktion gleich Null.
Wenn der Modul den Wert 1 annimmt, dann ist die zn-Funktion gleich dem Tangens Hyperbolicus:
{\displaystyle {\text{zn}}(u;1)=\tanh(u)}
Jedoch gilt:
{\displaystyle \lim _{k\rightarrow 1}{\text{zn}}[K(k)-u;k]=0\neq \tanh[K(1)]}
Wenn der Modul den Wert 1/sqrt(2) annimmt, dann ist die zn-Funktion lemniskatisch beschaffen:
{\displaystyle {\text{zn}}(u;{\tfrac {1}{2}}{\sqrt {2}})=E[{\text{am}}(u;{\tfrac {1}{2}}{\sqrt {2}});{\tfrac {1}{2}}{\sqrt {2}}]-{\tfrac {1}{2}}(\pi \varpi ^{-2}+1)u}
Denn für die Ableitung gilt:
{\displaystyle {\frac {\mathrm {d} }{\mathrm {d} u}}{\text{zn}}(u;{\tfrac {1}{2}}{\sqrt {2}})={\tfrac {1}{2}}{\text{cl}}({\tfrac {1}{2}}{\sqrt {2}}u)^{2}-{\tfrac {1}{2}}\pi \varpi ^{-2}}
Mit dem Symbol ϖ wird die Lemniskatische Konstante dargestellt.